# Jan Kuruc
Jan Kuruc (ur. 2 kwietnia 1946 w Bukowinie Tatrzańskiej, zm. 29 października 2016 tamże) – polski samorządowiec i twórca ludowy.

## Życiorys
Był metaloplastykiem i kaletnikiem, a także wieloletnim działaczem Stowarzyszenia Twórców Ludowych w którym piastował między innymi funkcję prezesa Zarządu STL w latach 1993–2001 oraz do momentu śmierci prezesa Tatrzańskiego Oddziału STL. Był również inicjatorem powstania STL w Ameryce Północnej. Należał do Związku Podhalan pełniąc w nim funkcję chorążego Zarządu Głównego. Był również konferansjerem i gawędziarzem. Jako twórca ludowy był laureatem między innymi przyznanej mu w 1999 roku Nagrody im. Oskara Kolberga.
Przez wiele lat był radnym radny gminy Bukowina Tatrzańska. Piastował również funkcję społecznego zastępcy wójta i członka rady sołeckiej.
Pogrzeb Jana Kuruca odbył się 31 października o godz. 14.00 na cmentarzu parafialnym w Bukowinie Tatrzańskiej.

## Wybrane odznaczenia
- Honorowa Odznaka Ruchu Przyjaciół ZHP (1983)[3]
- odznaka „Za zasługi dla gminy Bukowina Tatrzańska” (1986)[4]
- Srebrny Krzyż Zasługi (1986)[5]
- Złoty Krzyż Zasługi (1998)[6][2]
- nagroda Ministra Kultury i Sztuki za zasługi w upowszechnianiu kultury (1993)[7]
- Srebrny Medal „Zasłużony Kulturze Gloria Artis” (2008)[8].